# Кирпатий куб

Перетворення ромбокубооктаедра на «лівий» і «правий» кирпаті куби.

Кирпатий куб, або плосконосий куб, — напівправильний багатогранник (архімедове тіло) з 38 гранями, складений з 6 квадратів і 32 правильних трикутників. У кожній з його 24 однакових вершин сходяться одна квадратна грань і чотири трикутні. Трикутні грані діляться на дві групи: 8 з них оточені тільки іншими трикутними, решта 24 — квадратною і двома трикутними.
Має 60 ребер рівної довжини.
Назву «кирпатий куб» (лат. cubus simus) дав цьому багатограннику Йоганн Кеплер у трактаті 1619 року «Гармонія світу». Гарольд Коксетер, зазначивши, що багатогранник споріднений з октаедром тою ж мірою, що і з кубом, пропонував називати його «кирпатим кубооктаедром».
На відміну від більшості інших архімедових тіл, кирпатий куб (поряд з кирпатим додекаедром) є хіральним і існує в двох різних дзеркально-симетричних (енантіоморфних) варіантах — «правому» і «лівому».

## Метричні характеристики і кути
При визначенні метричних властивостей кирпатого куба доводиться розв'язувати кубічні рівняння і користуватися кубічними коренями — тоді як для ахіральних архімедових тіл і для платонових тіл не потрібно нічого складнішого від квадратних рівнянь і квадратних коренів. Тому кирпатий куб, на відміну від платонових і ахіральних архімедових тіл, не допускає евклідової побудови. Це стосується і кирпатого додекаедра, а також двоїстих їм каталанових тіл.
При описі метричних властивостей і кутів кирпатого куба важливу роль відіграє константа трибоначчі:
{\displaystyle t={\frac {1}{3}}\left(1+{\sqrt[{3}]{19-3{\sqrt {33}}}}+{\sqrt[{3}]{19+3{\sqrt {33}}}}\right)\approx 1{,}8392868.}.
Якщо кирпатий куб має ребро довжини {\displaystyle a}його площа поверхні та об'єм виражаються як
{\displaystyle S=\left(6+8{\sqrt {3}}\right)a^{2}\approx 19{,}8564065a^{2},}
{\displaystyle V={\sqrt {\frac {613t+203}{9(35t-62)}}}\;a^{3}\approx 7{,}8894774a^{3}.}
Радіус описаної сфери (що проходить через усі вершини багатогранника) при цьому дорівнює
{\displaystyle R={\sqrt {\frac {3-t}{4(2-t)}}}\;a\approx 1{,}3437134a;}
радіус напіввписаної сфери (дотичної до всіх ребер в їх серединах) —
{\displaystyle \rho ={\sqrt {R^{2}-{\frac {a^{2}}{4}}}}={\sqrt {\frac {1}{4(2-t)}}}\;a\approx 1{,}2472232a.}
Вписати в кирпатий куб сферу — так, щоб вона дотикалася до всіх граней, — неможливо. Радіус найбільшої сфери, яку можна помістити всередині кирпатого куба з ребром {\displaystyle a} (вона буде дотикатися тільки до всіх квадратних граней в їх центрах), дорівнює
{\displaystyle r_{4}={\sqrt {R^{2}-{\frac {a^{2}}{2}}}}={\sqrt {\frac {t-1}{4(2-t)}}}\;a\approx 1{,}1426135a.}
Відстань від центра багатогранника до центра будь-якої трикутної грані перевищує {\displaystyle r_{4}} і дорівнює
{\displaystyle r_{3}={\sqrt {R^{2}-{\frac {a^{2}}{3}}}}={\sqrt {\frac {t+1}{12(2-t)}}}\;a\approx 1{,}2133558a.}
Двогранні кути між двома суміжними трикутними гранями кирпатого куба рівні {\displaystyle \alpha _{33}=\arccos \,{\frac {1-2t}{3}}\approx 153{,}23^{\circ },} між суміжними квадратною і трикутною гранями {\displaystyle \alpha _{43}=\arccos \left(-{\sqrt {1-{\frac {2}{3t}}}}\right)\approx 142{,}98^{\circ }.}
Тілесний кут при вершині дорівнює {\displaystyle 3\alpha _{33}+2\alpha _{43}-3\pi \approx 1{,}14\pi .}

## В координатах
«Лівий» кирпатий куб можна розмістити у декартовій системі координат так, щоб координати 12 його вершин були всіма парними перестановками тих трійок чисел {\displaystyle (\pm t;\pm 1;\pm t^{-1}),} серед яких парне число від'ємних, а координати решти 12 вершин — всіма непарними перестановками тих трійок, серед яких непарна кількість від'ємних.
Якщо вчинити навпаки — взяти парні перестановки трійок з непарним числом мінусів і непарні перестановки трійок з парним числом мінусів — отримаємо «правий» варіант кирпатого куба.
Початок координат {\displaystyle (0;0;0)} в обох випадках буде центром описаної і напіввписаної сфер багатогранника.

## Пов'язані многогранники та мозаїки
| Симетрія n32   | Сферична   | Сферична   | Сферична   | Сферична   | Евклідова  | Компактна гіперболічна | Компактна гіперболічна | Паракомп.  |
| Симетрія n32   | 232        | 332        | 432        | 532        | 632        | 732                    | 832                    | ∞32        |
| -------------- | ---------- | ---------- | ---------- | ---------- | ---------- | ---------------------- | ---------------------- | ---------- |
| Кирпаті фігури |            |            |            |            |            |                        |                        |            |
| Конфігурація   | 3.3.3.3.2  | 3.3.3.3.3  | 3.3.3.3.4  | 3.3.3.3.5  | 3.3.3.3.6  | 3.3.3.3.7              | 3.3.3.3.8              | 3.3.3.3.∞  |
| Фігури         |            |            |            |            |            |                        |                        |            |
| Конфігурація   | V3.3.3.3.2 | V3.3.3.3.3 | V3.3.3.3.4 | V3.3.3.3.5 | V3.3.3.3.6 | V3.3.3.3.7             | V3.3.3.3.8             | V3.3.3.3.∞ |